# Francesca Barnades i Masoliver
Francesca Barnades i Masoliver (Anglès, 3 de novembre de 1925 - Anglès, 1972) va ser una poetessa catalana.
A la dècada dels anys cinquanta va col·laborar, juntament amb el seu mestre Esteve Calsina, en la tasca cultural i catalanista duta a terme pel grup "Floricel, Verger de l'Art" d'Anglès, que més endavant s'integrà a l'Agrupació Sardanista i Cultural Floricel.
Va aprendre a escriure en català gràcies a les classes nocturnes que es feien a la vila, on més tard fou professora.
Els poemes els va escriure en català, encara que es tractés d'una llengua clandestina en l'època franquista, entre els qualspodem destacar «Anglès, vila aimada».
L'any 1977 se li va dedicar un monument a Anglès, a la placeta a la creu del Carrer del Comerç i d'Avall.

## Obra
- «Anglès, vila aimada

"FULLS DE LA NOSTRA HISTÒRIA"